# دوجینشی

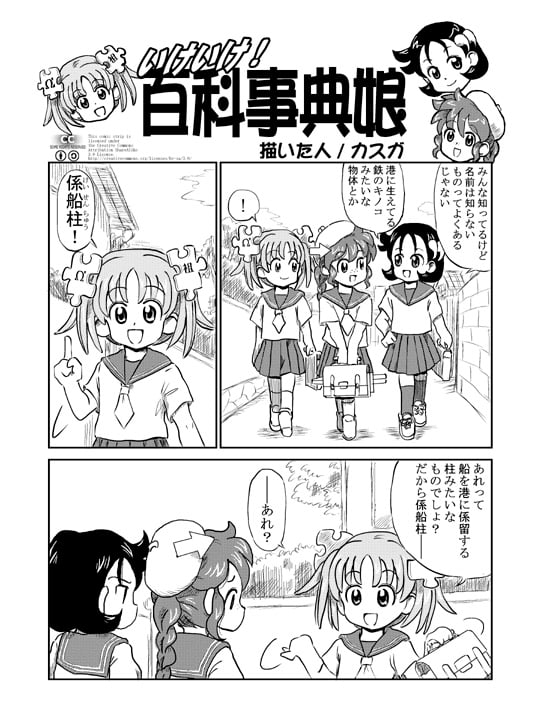
یک نمونه دوجینشی

نماد مجوز علامت دوجین

دوجینشی (به انگلیسی: Doujinshi) که به صورت dōjinshi نیز در روماجی نوشته می‌شود، یک اصطلاح ژاپنی برای آثار چاپی ناشر–مؤلف، مانند مجلات، مانگا و رمان است. این اصطلاح به عنوان بخش وسیع تری از آثار دوجین (خودنویس) محسوب می‌شود. آثار دوجینشی اغلب مشتق از آثار موجود و توسط آماتورها خلق شده، اگرچه برخی از هنرمندان حرفه ای برای انتشار مطالبی خارج از صنعت نیر منتشر کرده‌اند.
گروهی از هنرمندان دوجینشی از خود به عنوان ساکُرُو (sākuru) یاد می‌کنند. چندین گروه از این دست در واقع از یک هنرمند واحد تشکیل شده‌اند که گاهی کوجین ساکرو (kojin sākuru) نامیده می‌شوند.
از دهه ۱۹۸۰، روش اصلی توزیع این آثار از طریق برگزاری همایش‌های دوجینشی انجام می‌شد، که بزرگ‌ترین آنها Comiket (مخفف "بازار کمیک") بود که در تابستان و زمستان در نمایشگاه بین‌المللی توکیو برگزار می‌شد. در این همایش، آثار دوجینشی توسط شرکت کنندگان خریداری، فروخته یا خرید و فروش می‌شود. خالقان دوجینشی که مطالب خود را بر پایه آثار دیگر خالقان طراحی می‌کنند، معمولاً در تعداد کم منتشر می‌شوند تا مشخصات آن کم پیدا باشد تا از خود در برابر دعاوی حقوقی محافظت کنند، و دوجینشی یک خالق یا حلقه با استعداد را به کالایی مطلوب تبدیل می‌کند.